# Comuna de Kąkolewnica Wschodnia
Kąkolewnica Wschodnia (polaco: Gmina Kąkolewnica Wschodnia) é uma gminy (comuna) na Polónia, na voivodia de Lublin e no condado de Radzyński.
De acordo com os censos de 2004, a comuna tem 8529 habitantes, com uma densidade 57,7 hab/km².

## Área
Estende-se por uma área de 147,71 km², incluindo:
- área agricola: 70%
- área florestal: 24%

## Demografia
Dados de 30 de Junho 2004:
|                      | Total   | Total | Mulheres | Mulheres | Homens  | Homens |
| -------------------- | ------- | ----- | -------- | -------- | ------- | ------ |
|                      | pessoas | %     | pessoas  | %        | pessoas | %      |
| População            | 8529    | 100   | 4207     | 49,3     | 4322    | 50,7   |
| Densidade (pop./km²) | 57,7    | 100   | 28,5     | 28,5     | 29,3    | 29,3   |

De acordo com dados de 2002, o rendimento médio per capita ascendia a 1199,66 zł.

## Subdivisões
- Brzozowica Duża, Brzozowica Mała, Grabowiec, Jurki, Kąkolewnica Południowa, Kąkolewnica Północna, Kąkolewnica Wschodnia, Lipniaki, Miłolas, Mościska, Olszewnica, Polskowola, Rudnik, Sokule, Turów, Wygnanka, Zosinowo, Żakowola Poprzeczna, Żakowola Radzyńska, Żakowola Stara.

## Comunas vizinhas
- Drelów, Łuków, Międzyrzec Podlaski, Radzyń Podlaski, Trzebieszów, Ulan-Majorat